# 2006年7月中国大陆

## 7月1日
- 青藏铁路全线建成通车。青藏铁路西宁至拉萨全长1956公里[1]，中共中央总书记胡锦涛、国务院副总理曾培炎、中共中央办公厅主任王刚等出席庆祝大会[2][3][4]。